# Frank DeKova
Frank DeKova (ou De Kova) est un acteur américain né le 17 mars 1910 à New York, New York (États-Unis), et mort le 15 octobre 1981 à Sepulveda (Californie).

## Filmographie
- 1951 : Dans la gueule du loup (The Mob) : Culio
- 1952 : Viva Zapata ! : Colonel Guajardo
- 1952 : Holiday for Sinners : The Wiry Man
- 1952 : La Captive aux yeux clairs (The Big Sky) : Moleface
- 1952 : Pony Soldier : Custin
- 1953 : Même les assassins tremblent (Split Second) de Dick Powell : Dummy
- 1953 : Le Nouveau Chant du désert (The Desert Song) de H. Bruce Humberstone : Mindar
- 1953 : Le Pirate des sept mers (Raiders of the Seven Seas) de Sidney Salkow : Capt. Romero
- 1953 : Le Sorcier du Rio Grande (Arrowhead) de Charles Marquis Warren : Chef Chattez
- 1953 : La Tunique (The Robe) : Slave Dealer
- 1953 : La Perle noire (All the Brothers Were Valiant) : Stevenson
- 1953 : Fighter Attack : Benedetto
- 1953 : Capitaine King (King of the Khyber Rifles) : Ali Nur
- 1954 : La Ruée sanglante (They Rode West) : Isatai
- 1954 : La Vallée des Rois (Valley of the Kings) : Akmed Sala, Nomad Guide
- 1954 : L'Aigle solitaire (Drum Beat) : Modoc Jim
- 1954 : Tornade (Passion) : Martinez
- 1955 : Une étrangère dans la ville (Strange Lady in Town) de Mervyn LeRoy : Anse Hatlo
- 1955 : L'Homme de la plaine (The Man from Laramie) : Padre
- 1955 : Hold Back Tomorrow : Priest
- 1955 : Shack Out on 101 (en) de Edward Dein : Prof. Claude Dillon
- 1956 : Le Justicier solitaire (The Lone Ranger) : Chief Red Hawk
- 1956 : Santiago : Jingo
- 1956 : Les Dix Commandements (The Ten Commandments) de Cecil B. DeMille : Abiram
- 1956 : Les Piliers du ciel : Zachariah
- 1956 : The White Squaw : Yellow Elk
- 1956 : La Vengeance de l'Indien (Reprisal !) : Charlie Washackle
- 1957 : Le Jugement des flèches (Run of the Arrow) : Red Cloud
- 1957 : Appointment with a Shadow : Dutch Hayden
- 1957 : Ride Out for Revenge (en) : Chief Yellow Wolf
- 1958 : Cow-boy (Cowboy) : Alcaide
- 1958 : Les Frères Karamazov (The Brothers Karamazov) : Capt. Vrublevski
- 1958 : Mitraillette Kelly (Machine-Gun Kelly) : Harry
- 1958 : Teenage Cave Man : The Black-Bearded One
- 1958 : Apache Territory (en) de Ray Nazarro : Lugo
- 1959 : Les Incorruptibles défient Al Capone (The Scarface Mob) (TV) : Jimmy Napoli
- 1959 : La Chevauchée des bannis (Day of the Outlaw) : Denver, Bruhn's Gang
- 1959 : The Alaskans (série TV) : Fantan
- 1959 : Violence au Kansas (The Jayhawkers!) : Evans
- 1960 : La Chute d'un caïd (The Rise and Fall of Legs Diamond) : Chairman
- 1960 : Les Incorruptibles, L'Histoire de Waxey Gordon
- 1961 : Portrait d'un tueur (Portrait of a Mobster) de Joseph Pevney : Anthony Parazzo
- 1961 : Atlantis, Terre engloutie (Atlantis, the Lost Continent) : Sonoy the Astrologer
- 1962 : Le Shérif de ces dames (Follow That Dream) : Jack
- 1965 : Calloway le trappeur (Those Calloways) : Nigosh
- 1965 : La Plus Grande Histoire jamais contée (The Greatest Story Ever Told) : The tormentor
- 1965 : Les Exploits d'Ali Baba (The Sword of Ali Baba) : Old Baba
- 1967 : The Legend of the Boy and the Eagle : Narrator (voix)
- 1970 : Le Pays sauvage (The Wild Country) : Two Dog
- 1972 : Le Flingueur (The Mechanic) : The Man
- 1973 : Frasier, the Sensuous Lion : The Man
- 1973 : Flipper City (Heavy Traffic) : Angelo "Angie" Corleone (voix)
- 1973 : The Slams (en) de  Jonathan Kaplan : Capiello
- 1973 : Don Angelo est mort (The Don Is Dead) : Giunta
- 1974 : Baby Needs a New Pair of Shoes : Big Tony
- 1975 : Crossfire (TV)
- 1975 : Johnny Firecloud : White Eagle
- 1978 : Cat in the Cage : Rachid Khan
- 1979 : La Petite Maison dans la prairie (The House on the Prairie) (Série TV) saison 5, épisode 15 (L'artisan (The Craftsman) ) : Brower + saison 6, épisode 7 (Le rêve d'Halloween (The Halloween Dream) ) : Chef Kilowatt
- 1980 : Mafia on the Bounty
- 1981 : American Pop : Crisco (voix)
- 1982 : Hey Good Lookin' : Old Vinnie (voix)